# Pivot-Shift-Test

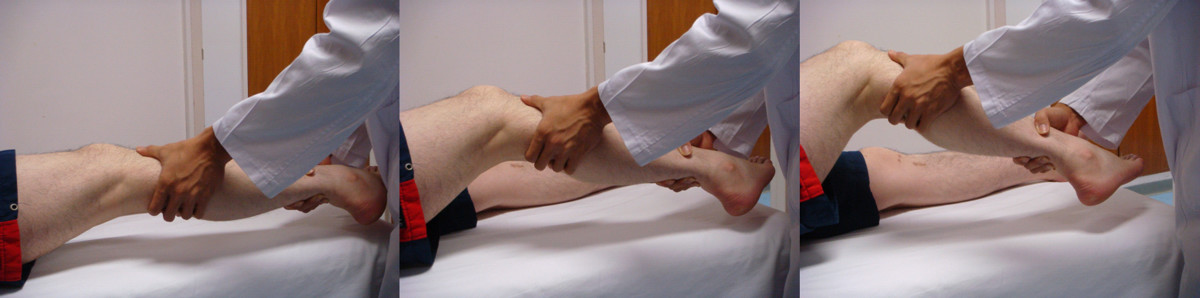
Der Pivot-Shift-Test

Der Pivot-Shift-Test, auch Dreh-Rutsch-Test oder Subluxationstest gehört zu den klinisch durchgeführten Untersuchungen bei Verdacht auf eine Verletzung des  vorderen Kreuzbandes (VKB) im Kniegelenk. Nicht zu verwechseln mit dem sogenannten Reversed pivot-shift-Test, der zur klinischen Diagnostik einer Verletzung des  hinteren Kreuzbandes (HKB) dient.

## Grundlage
Die Aufgabe des vorderen Kreuzbandes ist in erster Linie, zu verhindern, dass sich der Schienbeinkopf vor die Oberschenkelrolle schiebt (Dislokation). Außerdem wirkt es gegen eine Überstreckung des Kniegelenks und stabilisiert die Drehbewegung (Rotation) des Unterschenkels in Beugung (Flexion).
Als weitere Ursache für einen positiven Pivot-Shift-Test wird eine Ruptur des anterolateralen Ligamentes (Anteil des Außenbandes) diskutiert.

## Durchführung
Der Test besteht aus einer provozierten Subluxation des Schienbeins nach innen, das heißt, der Untersucher drückt den Unterschenkel mit der einen Hand beim liegenden Patienten in Richtung Knie und führt gleichzeitig eine Innenrotation aus. Mit der anderen Hand beugt er das Knie und setzt es unter Valgusstress, das heißt, er bringt es in eine X-Bein-Stellung.
In der Ausgangsposition des Pivot-Shift-Tests ist das Knie subluxiert. Das vordere Kreuzband ist nämlich nicht mehr in der Lage, die Bewegung des Tibiakopfes vor die Kondylen zu verhindern. Beugt man das Kniegelenk nun unter Valgusstress, Innenrotation und axialem Druck, schnappt das Gelenk bei einer Beugung von ca. 20–30° zurück in die normale Stellung der beiden Gelenkflächen zueinander. Dies liegt am Zug des Tractus iliotibialis, der das Schienbein bei einer Beugung von 20 bis 30° nach dorsal zieht. Dieses Schnappen ist fühlbar und in manchen Situationen auch hörbar. Der Pivot-Shift-Test ist somit positiv und es ist von einer Schädigung des vorderen Kreuzbandes auszugehen.
Anzumerken ist noch, dass der Test im akuten Stadium (direkt nach der Verletzung) meist als schmerzhaft empfunden und daher von vielen Ärzten nur selten durchgeführt wird. Er hat den Vorteil gegenüber dem weniger schmerzhaften Lachman-Test, dass er zur Beurteilung der Gelenkstabilität der posterolateralen Gelenkstrukturen und damit zur weiteren Operationsplanung dient.